# Avahi
Pour les articles homonymes, voir Avahi (homonymie).
Genre
Statut CITES
Les Avahis (Avahi) forment un genre de primates lemuriformes au sein de la famille des Indriidae. Comme tous les lémuriens, ils sont endémiques de Madagascar.

## Classification
Le genre Avahi était anciennement monotypique avec une seule espèce (Avahi laniger), comprenant une variété orientale et une variété occidentale. Celles-ci ont été élevées au rang d'espèces à part entière en 1990 (Avahi laniger et Avahi occidentalis). En 2000, une troisième espèce (Avahi unicolor) est décrite à partir d'individus découverts dans la région de la péninsule d'Ampasindava. Récemment, plusieurs nouvelles espèces ont été proposées et le statut du genre est actuellement sujet à de nombreuses controverses taxinomiques:  
- 2005 : Avahi de Cleese (Avahi cleesei), baptisée en l'honneur de John Cleese, acteur des Monty Python qui a joué un gardien de zoo amoureux des lémuriens dans Créatures féroces en 1997 puis consacré un documentaire à ces animaux l'année suivante[3]. Ce taxon pourrait n'être qu'un synonyme de A. occidentalis.
- 2006 : Avahi de Peyriéras (Avahi peyrierasi) et Avahi méridional (Avahi meridionalis)[4].
- 2007 : Avahi de Manombo (Avahi ramanantsoavanai), d'abord considéré comme une sous-espèce de A. meridionalis, et Avahi du Betsileo (Avahi betsileo)[5].
- 2008 : Avahi de Masoala (Avahi mooreorum)[6].

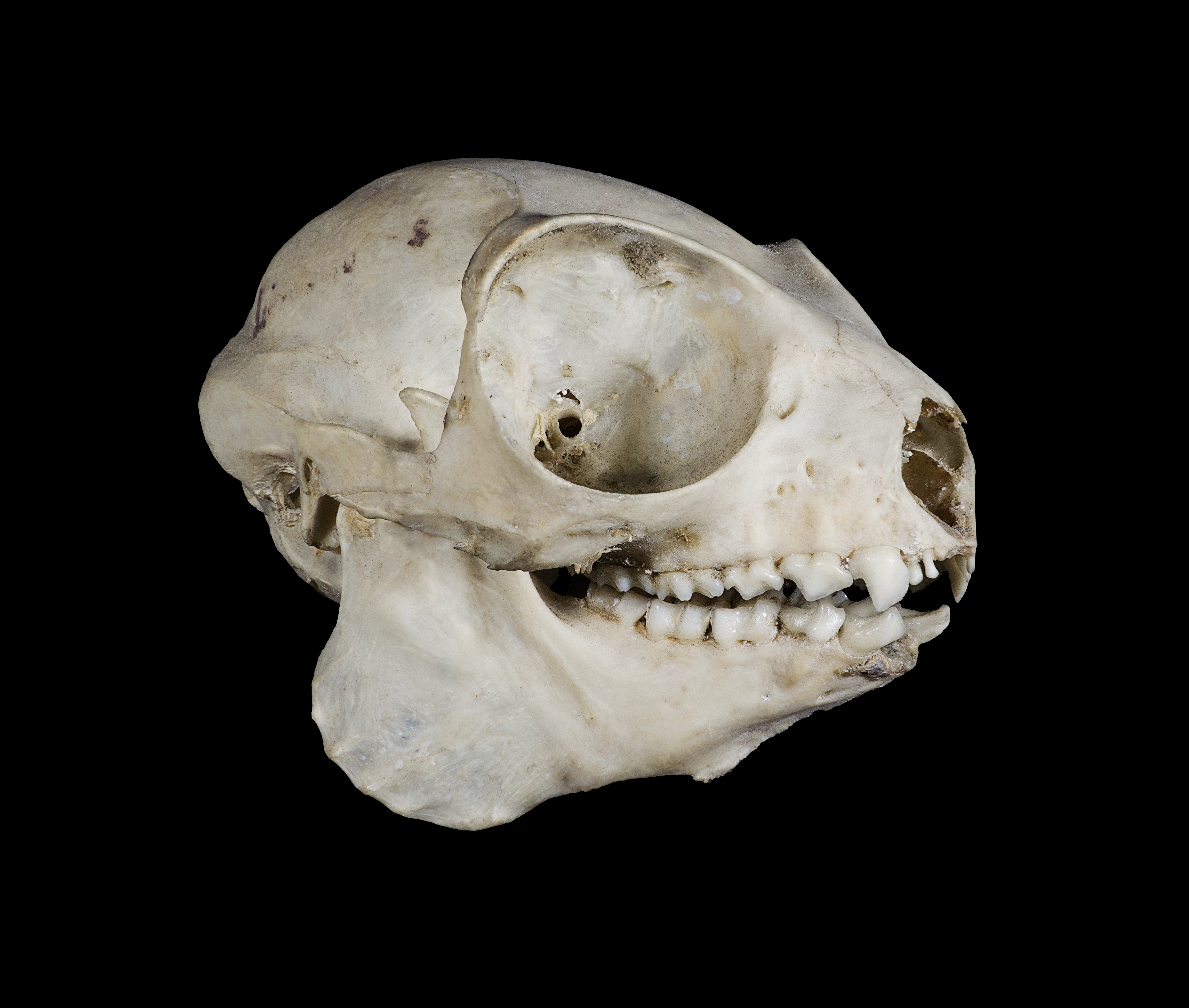
Crâne d'avahi laineux - Muséum de Toulouse

### Liste des espèces
Selon ITIS (5 septembre 2017) :
- Avahi betsileo Andriantompohavana, Lei, Zaonarivelo, Engberg, Nalanirina, McGuire, Shore & al., 2007
- Avahi cleesei Thalmann & Geissmann, 2005
- Avahi laniger (Gmelin, 1788)
- Avahi meridionalis Zaramody, Fausser, Roos, Zinner, Andriaholinirina, Rabarivola, Norscia, Tattersall & Rumpler, 2006
- Avahi mooreorum Lei, Engberg, Andriantompohavana, McGuire, Mittermeier, Zaonarivelo, Brenneman & Louis Jr., 2008
- Avahi occidentalis (Lorenz, 1898)
- Avahi peyrierasi Zaramody, Fausser, Roos, Zinner, Andriaholinirina, Rabarivola, Norscia, Tattersall & Rumpler, 2006
- Avahi ramanantsoavani Zaramody, Fausser, Roos, Zinner, Andriaholinirina, Rabarivola, Norscia, Tattersall & Rumpler, 2006
- Avahi unicolor Thalmann & Geissmann, 2000